# 邓川 (政治人物)
邓川（1957年1月—），男，汉族，四川乐至人，中华人民共和国政治人物。四川大学中文系汉语言文学专业本科毕业，吉林大学国民经济计划与管理专业毕业。

## 生平
1975年8月参加工作。1982年8月，任共青团四川省委青工部干事、副部长。1983年9月加入中国共产党。1987年8月，任共青团四川省委常委、青工部部长、办公室主任（其间：1988年8月至1991年12月，在吉林大学经济管理学院国民经济计划和管理专业学习，获经济学硕士学位）。1992年8月，任共青团四川省委副书记（1991年8月至1993年8月，挂职任布拖县委副书记）。
1995年2月，任中共遂宁市委副书记、政法委书记。2000年8月，任中共遂宁市委书记。
2003年2月，任中共成都市委副书记、副市长。2003年8月，任中共成都市委副书记。
2006年11月，任四川省人民检察院党组书记、代检察长。2007年2月，任四川省人民检察院检察长、党组书记。2008年，当选第十一届全国人民代表大会四川地区代表。2013年，当选第十二届全国人民代表大会四川地区代表。
2017年1月，当选四川省政协副主席。